# Museu Etnològic de Luis Perales de Llanera de Ranes
El Museu Etnològic Luis Perales, situat a la localitat valenciana de Llanera de Ranes, de la comarca de la Costera, és en realitat una Col·lecció Museogràfica d'Etnologia, amb caràcter permanent, de la Comunitat Valenciana, segons resolució de 27 de desembre de 2004, del conseller de Cultura, Educació i Esport.
El Museu està inclòs a la Xarxa de Museus Etnològics Locals de la Diputació de València, sota la coordinació del Museu Valencià d'Etnologia, L’ETNO, i és de titularitat municipal.

## Història i descripció
El museu es va crear a partir d'una sèrie d'objectes etnològics que va anar recollint a poc a poc, i al llarg de més de quatre dècades, Luis Perales, veí de la localitat. Al final, la col·lecció era tan gran que va arribar a ocupar completament un edifici de tres plantes.
En aquest edifici ia través del que s'hi exposa, es representen tots els àmbits de la cultura popular i tradicional, tant del poble com de la comarca. Així, hi podem contemplar retalls de la vida domèstica i social, el mobiliari, els intercanvis, el transport, l'agricultura, la ramaderia, els oficis...
El museu es va inaugurar el 29 de març del 2003, tot i que el reconeixement com a Col·lecció Museogràfica d'Etnologia permanent es va produir un any més tard.
A la col·lecció podem contemplar per exemple les eines i utensilis emprats quan al camp s'utilitzaven cavallerisses per a les tasques agrícoles.
També podem trobar en aquest museu una curiosa col·lecció de paquets de tabac i altres objectes i materials relacionats amb aquest hàbit.
A la planta baixa exposa materials molt diversos, entre els quals destaca una cuina molt completa, en què destaca la xemeneia, amb atuells d'allò més diversos, cassoles, orses, calders, paelles, paelles, ferros de cuinar, tenalles, infinitat i varietat en utensilis usats per a il·luminar, com llindes, llanternes, caputxines, carburers; també ens trobem planxes, molinets de cafè, cantereres, càntirs, màquines de cosir, telers, bolillers, mesures per a l'oli, i una infinitat de peces que farien interminable la llista.
A més, podem trobar-nos amb una representació de tots els oficis i entitats locals, picapedrers, paletes, fusters, ferrers, barbers, pintors, espardenyers, caçadors, pescadors, traginers, pastors, el metge rural amb els seus estris més diversos (des de les pales del parteixo, fins a les tenalles per extreure dents o queixals). Electricista, el tèxtil, la pirotècnia, la llauna, els carnissers, les botigues, els soldats, els colombaires, aparells de ràdio, màquines de cinema, trucadors antics, i forrellats grans, el forn, i els més diversos estris de la casa, el llibret d'amassar el pa, el cilindre per passar la massa, mides per a la farina, colzes, cistells, taules, plats, cassoles, culleres, forquilles, rebost amb infinitat de coses.
L'exposició del primer pis es dedica a l'agricultura, des de la sembra fins a la collita i també exposa un dormitori. Mentre que a la darrera planta es presenta una la col·lecció de paquets de tabac de tot el món i curiositats relacionades amb ell.
D'aquesta manera en aquest museu podem fer-nos una idea de en què consistien certs oficis actualment pràcticament desapareguts com el de picapedrer o colombaire (criador i ensinistrador de coloms).